# Volkramy
Volkramy jsou přírodní památka severovýchodně od Němčan v okrese Vyškov v Jihomoravském kraji. Předmětem ochrany jsou subpanonské stepní trávníky a širokolisté suché trávníky s výskytem koniklece velkokvětého a dalších ohrožených druhů rostlin a živočichů.

## Historie
Ve dvacátém století sloužily pozemky přírodní památky jako sady třešní a meruněk, díky nimž se zde udržovala původní květena. Některé ovocné stromy stále žijí, přestože část pozemků byla změněna na ornou půdu, a v devadesátých letech byla navíc postižena těžbou písku. Těžební prostor byl v rámci rekultivace zalesněn, čímž došlo ke znehodnocení cenných nelesních společenstev vázaných na písčité podloží.
Chráněné území vyhlásil Krajský úřad Jihomoravského kraje v kategorii přírodní památka s účinností od 1. prosince 2023.

## Přírodní poměry
Přírodní památka s rozlohou 7,17 hektaru leží v katastrálním území Němčany v okrese Vyškov v Jihomoravském kraji. Částečně se překrývá se stejnojmennou evropsky významnou lokalitou.

### Abiotické poměry
Geologické podloží tvoří písky, štěrky a jíly, na nichž se vyvinul půdní typ pelozem karbonátová. V geomorfologickém členění Česka přírodní památka leží v Litenčické pahorkatině, jejím podcelku Bučovická pahorkatina a okrsku Větrnická vrchovina.
 Nachází se na jihozápadně orientovaném svahu v nadmořské výšce 293–340 metrů.
V rámci Quittovy klasifikace podnebí přírodní památka leží v teplé oblasti T2, pro kterou jsou typické průměrné teploty −2 až −3 °C v lednu a 18–19 °C v červenci. Roční úhrn srážek dosahuje 550–700 milimetrů, počet letních dnů je padesát až šedesát a počet mrazových dnů se pohybuje mezi 100 a 110.

### Flóra a fauna
V roce 2020 bylo v přírodní památce zaznamenáno 208 druhů rostlin, 113 druhů hmyzu a 37 druhů ptáků. Celkem 75 druhů všech skupin bylo ochranářsky významných.
Kromě druhů uvedených v předmětu ochrany na lokalitě roste například čistec roční (Stachys annua), dejvorec velkoplodý (Caucalis platycarpos), len žlutý (Linum flavum), vrabečnice roční (Thymelaea passerina) nebo zběhovec trojklaný (Ajuga chamaepitys). Na okraji chráněného území byl nalezen chruplavník větší (Polycnemum majus).
V sadu se vyskytuje hrobařík velký (Nicrophorus germanicus), zlatohlávek tmavý (Oxythyrea funesta), v trávnících je běžný chroustek jarní (Holochelus aequinoctialis), majka obecná (Maloe prascarabeus) nebo svižník polní (Cicindela campestris). Z motýlů se vyskytuje běloskvrnáč pampeliškový (Amata phegea), modrásek černolemý (Plebejus argus), modrásek vikvicový (Polyommatus coridon), ohniváček černočárný (Lycaena dispar), otakárek ovocný (Iphiclides podalirius) a žluťásek jižní (Colias alfacariensis).
Obratlovci jsou zastoupeni především ptáky, z nichž byl na lokalitě pozorován krahujec obecný (Accipiter nisus), krkavec velký (Corvus corax), lejsek šedý (Muscicapa striata), moták pochop (Circus aeruginosus), slavík obecný (Luscinia megarhynchos), strakapoud jižní (Dendrocopos syriacus), ťuhýk obecný (Lanius collurio), ťuhýk šedý (Lanius excubitor) nebo žluva hajní (Oriolus oriolus).

## Ochrana přírody
Předmětem ochrany v přírodní památce jsou ekosystémy subpanonských stepních trávníků (20 % rozlohy) a širokolisté suché trávníky (30 % rozlohy). Cílem ochrany je zachování a stabilizace obou ekosystémů, redukce invazivních a expanzivních druhů a křovin. Součástí předmětu ochrany jsou vybrané druhy rostlin a živočichů. Z rostlin to je podle červeného seznamu kriticky ohrožená lněnka Dollinerova (Thesium dollineri), silně ohrožený koniklec velkokvětý (Pulsatilla grandis) a ohrožená koulenka prodloužená (Globularia bisnagarica). Živočichy zastupuje břehule říční (Riparia riparia) a vlha pestrá (Merops apiaster). Oba druhy ptáků byly na lokalitě pozorovány, ale v roce 2020 na ní ani jeden nehnízdil. K podpoře jejich populací by proto měla být v bývalé pískovně vytvořena dostatečně velká stěna, která by umožnila hnízdění nejméně dvaceti párů každého druhu.